# Villaferrueña (kommunhuvudort)
Villaferrueña är en kommunhuvudort i Spanien.   Den ligger i provinsen Provincia de Zamora och regionen Kastilien och Leon, i den nordvästra delen av landet, 260 km nordväst om huvudstaden Madrid. Villaferrueña ligger 744 meter över havet och antalet invånare är 154.
Terrängen runt Villaferrueña är platt österut, men västerut är den kuperad. Runt Villaferrueña är det glesbefolkat, med 12 invånare per kvadratkilometer. Närmaste större samhälle är Benavente, 18,2 km sydost om Villaferrueña. 